# Мухаметово
Мухаме́тово (рос. Мухаметово, башк. Мөхәмәт) — присілок у складі Бєлорєцького району Башкортостану, Росія. Входить до складу Абзаковської сільської ради.
Населення — 213 осіб (2010; 230 в 2002).
Національний склад:
- башкири — 98%